# Baptistička crkva Dubrava u Zagrebu
Baptistička crkva Dubrava baptistička je crkva koja se nalazi u zagrebačkoj četvrti Dubrava u Oporovečkoj ulici. U ovom se prostoru vjernici okupljaju od 2011. godine, nakon što je kuća koja je kupljena za potrebe baptističke crkve uređena i svečano otvorena u listopadu 2011. godine.

## Povijest baptista u Dubravi
Vjernici Baptističke crkve Zagreb su od 2004. godine počeli poduzimati konkretne korake da bi osnovali novu crkvu na istoku Zagreba. Od tada pokreću evangelizacijske grupe, kućne posjete i stvaranje uvjeta za bogoštovne sastanke. Okosnicu buduće crkve činili su vjernici s istoka Zagreba predvođeni vodstvom Baptističke crkve Zagreb. U 2005. godini iznajmljen je prostor u Međugorskoj ulici gdje kreću redovita nedjeljna bogoštovlja. Baptistička crkva Dubrava se sve više osamostaljuje u djelovanju te 2008. godine postaje punopravna članica Saveza Baptističkih crkava u Republici Hrvatskoj.
Godine 2011. Baptistička crkva Dubrava kupuje vlastiti prostor kojeg vjernici obnavljaju i uređuju. Ovaj prostor, osim za potrebe crkve, služi i za održavanje tribina, seminara, skupština Saveza Baptističkih crkava u Republici Hrvatskoj i sastanaka.

## Galerija
- Pročelje crkve i ulaz
- Molitveni prostor
- Propovjedaonica i podij
- Propovjedaonica i podij
- Predvorje